# Два капитана (фильм, 1955)
«Два капита́на» — советский художественный фильм 1955 года, снятый режиссёром Владимиром Венгеровым по одноимённому роману Вениамина Каверина.
 Вышел на экраны 28 марта 1956 года.

## Сюжет
Саня Григорьев вылавливает из реки сумку утонувшего почтальона. Письма намокли, и адреса на конвертах нельзя было разобрать, поэтому письма стали для главного героя картины увлекательным чтением. Одно из писем, написанное каким-то моряком, так поразило его, что он запомнил его наизусть. Мечтая стать путешественником, Саня бежит из дома, собираясь отправиться в дальние края, но оседает в Петрограде и становится беспризорником.
На улицах Петрограда Саню подбирает и устраивает в школу-коммуну учитель Иван Павлович Кораблёв. Заведующим школы является Николай Антонович Татаринов. Саня подружился с Катей Татариновой — дочерью погибшего капитана Ивана Львовича Татаринова, двоюродного брата заведующего школой. Саня выясняет, что именно письмо Ивана Львовича он нашёл в сумке почтальона. Также он выясняет, что именно Николай Антонович сыграл решающую роль в том, что экспедиция капитана Татаринова погибла. Узнав об этом, Мария Васильевна, вдова Ивана Львовича и жена Николая Антоновича, выпивает яд. Николай Антонович обвиняет Саню в клевете и смерти Марии Васильевны. Саня ставит своей целью найти экспедицию капитана Татаринова и доказать свою правоту.
Окончив школу, Саня становится полярным лётчиком и женится на Кате. Когда начинается Великая Отечественная война, он уходит на фронт. Однажды судьба забрасывает его на подбитом самолёте к месту последней стоянки экспедиции капитана Татаринова. Он находит пропавшую экспедицию капитана Татаринова. Впоследствии об истории, открытиях и гибели экспедиции, а также о том, кто виноват в этой гибели, на открытой лекции рассказывает некий советский профессор, а Саня тем временем продолжает защищать страну и находит пропавшую во время блокады Катю.

## В ролях
- Александр Михайлов — Саня Григорьев
- Борис Беляев — Саня Григорьев в детстве
- Ольга Заботкина — Катя Татаринова
- Людмила Безуглая-Шкелко — Катя Татаринова в детстве
- Анатолий Адоскин — Валя Жуков
- Эдик Кузнецов — Валя Жуков в детстве
- Евгений Лебедев — Миша Ромашов
- Борис Аракелов — Миша Ромашов в детстве
- Инна Кондратьева — Мария Васильевна, мать Кати
- Леонид Галлис — Николай Антонович Татаринов, заведующий школой
- Бруно Фрейндлих — Иван Павлович Кораблёв, учитель географии
- Татьяна Пельтцер — Нина Капитоновна Бубенчикова, бабушка Кати
- Елена Максимова — тётя Даша
- Нина Дробышева — Саша, сестра Сани
- Михаил Ладыгин — штурман

в эпизодах:
- Константин Адашевский — учёный
- Людмила Люлько — подруга Кати
- Людмила Макарова — подруга Кати
- Борис Коковкин — полковник
- Валерий Себекин — ученик

не указаны в титрах:
- Всеволод Кузнецов — лётчик
- Лидия Федосеева — ассистентка Вали Жукова

## Съёмочная группа
- Авторы сценария:
  - Вениамин Каверин
  - Евгений Габрилович
- Режиссёр-постановщик: Владимир Венгеров
- Главный оператор: Аполлинарий Дудко
- Художник-постановщик: Давид Виницкий
- Композитор: Олег Каравайчук
- Второй режиссёр: В. Степанов
- Операторы:
  - Михаил Калатозов
  - Вячеслав Коротков
  - Музакир Шуруков
  - Виктор Максимович
- Комбинированные съёмки:
  - операторы: Михаил Шамкович, М. Покровский
  - художник: Михаил Головатинский

## Призы и награды
- Диплом за режиссуру Владимиру Венгерову на Международном кинофестивале фильмов для детей и молодёжи в Белграде (Югославия, 1956)[2]

## Факты о фильме
- в фильме нет многих заметных персонажей романа В. Каверина — Петра Сковородникова, доктора Ивана Иваныча, Гаера Кулия;
- в 1990-е годы фильм был выпущен на видеокассетах, в 2000-е — на DVD.